# Marsac-sur-l'Isle
 Marsac-sur-l'Isle  (en occitano Marsac d'Eila) es una población y comuna francesa, situada en la región de Aquitania, departamento de Dordoña, en el distrito de Périgueux y cantón de Périgueux-Ouest.

## Demografía
| 1053 | 1216 | 1569 | 1657 | 1939 | 2200 | 3147 |
| Para los censos de 1962 a 1999 la población legal corresponde a la población sin duplicidades (Fuente: INSEE [Consultar]) |      |      |      |      |      |      |